# Dym tytoniowy

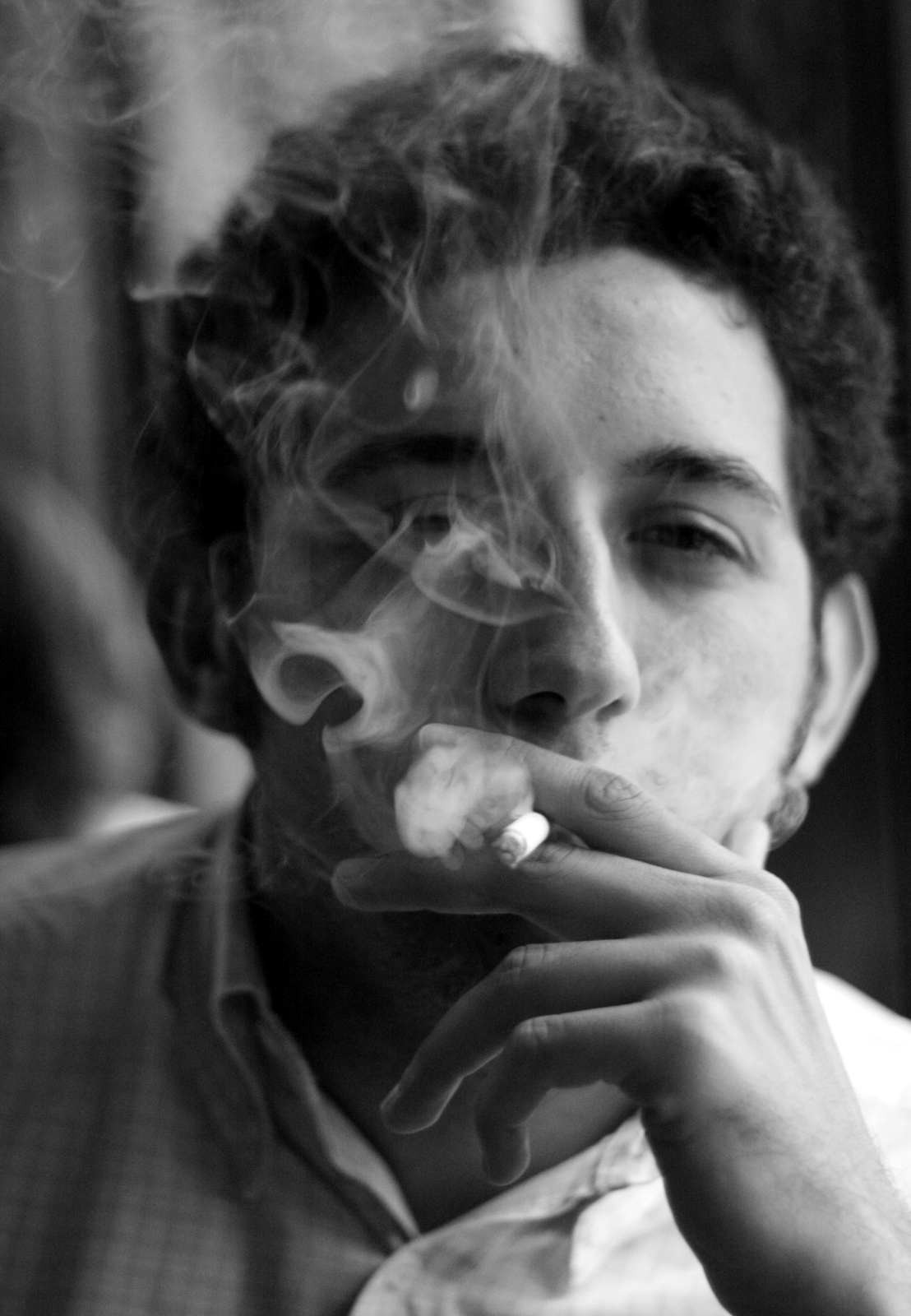
Mężczyzna palący papierosa, widać unoszący się dym tytoniowy

Dym tytoniowy – pod względem fizyko-chemicznym, heterogenny aerozol, powstający wskutek niecałkowitego spalania tytoniu. Składa się z fazy gazowej i rozproszonych w niej cząsteczek stałych.
Z uwagi, że procesowi spalania towarzyszy wytwarzanie ciepła, składniki dymu tytoniowego ulegają pirolizie, a aktywne cząsteczki łączą się ze sobą w procesie pirosyntezy tak, że powstają nowe związki chemiczne. Wśród składników dymu tytoniowego zaobserwowano występowanie ponad 5000 substancji mających działanie na organizm.
Związki w nim zawarte mają właściwości: toksyczne, kancerogenne, teratogenne i szkodliwe.

## Składniki dymu tytoniowego

### Główne składniki
Głównymi składnikami dymu tytoniowego (w 85% masy dymu) są azot, tlen i dwutlenek węgla.

### Pozostałe składniki
Inne składniki to:
- nikotyna – alkaloid roślinny, mający zarówno działanie pobudzające, jak i hamujące w obrębie zwojów nerwowych.
  - zwiększa stężenie:
    - katecholamin
    - glukozy
    - kortyzolu
    - wolnych kwasów tłuszczowych
    - wazopresyny
    - β-endorfin
- tlenek węgla w ilości 2-6%, który powoduje pojawienie się karboksyhemoglobiny, która nie przenosi tlenu (poziom karboksyhemoglobiny u osób niepalących wynosi około 1%, u umiarkowanych palaczy około 5%, do 15% u osób wypalających duże ilości tytoniu, co oznacza że około 1/7 hemoglobiny jest niezdolna do transportu tlenu).
- faza cząstek stałych
  - smoła – czyli agregat cząstek dymu tytoniowego pozbawiony nikotyny i wilgoci – działanie karcynogenne
  - wielopierścieniowe węglowodory aromatyczne – działanie karcynogenne
  - fenol i krezol – działanie karcynogenne i drażniące drogi oddechowe
  - β-naftyloamina – działanie karcynogenne
  - N-nitrozonornikotyna – działanie karcynogenne
  - benzo-a-piren – działanie karcynogenne
  - metale śladowe o działaniu karcynogennym
    - nikiel
    - arsen
    - polon 210

  - indol i karbazol będące akceleratorami nowotworowymi – przyspieszają i zwiększają rozwój nowotworów
  - katechol będący kokarcynogenem
- faza gazowa
  - substancje o działaniu karcynogennym:
    - nitrozoaminy
    - hydrazyna
    - chlorek winylu

  - substancje o działaniu drażniącym i toksycznym na nabłonek rzęskowy układu oddechowego
    - cyjanowodór
    - aldehyd octowy
    - akroleina
    - amoniak
    - formaldehyd
    - tlenki azotu

## Oddziaływanie czynnego palenia na zdrowie

Wyraźnie widoczny związek między liczbą wypalanych papierosów w przeliczeniu na osobę (na przykładzie mężczyzn) a liczbą zachorowań na raka płuc ok. 20 lat później

### Wpływ na długość życia
Palący żyją średnio o ok. 14 lat krócej niż niepalący.

### Wpływ na rozwój nowotworów
Wdychanie dymu tytoniowego ma udowodnione znaczenie w powstawaniu następujących nowotworów (zwiększa ryzyko wystąpienia):
- rak płuca
- rak krtani
- rak jamy ustnej
- rak przełyku
- rak gardła
- rak pęcherza moczowego
- rak żołądka
- rak wargi dolnej
- rak trzustki
- rak prącia
- rak nerki
- rak szyjki macicy

### Wpływ na inne układy organizmu człowieka
Pozostały (pozanowotworowy) wpływ na organizm ludzki:
- zwiększenie ryzyka chorób układu sercowo-naczyniowego:
  - miażdżyca
  - choroba niedokrwienna serca
  - zawał mięśnia sercowego
  - naczyniowe choroby ośrodkowego układu nerwowego
- przewlekła obturacyjna choroba płuc
- choroby przewodu pokarmowego
  - choroba wrzodowa
  - dyspepsja
- impotencja
- zwiększona częstość występowania zespołów mielodysplastycznych[3]
- wpływ na ciążę i rozwój płodu
  - utrudnienie zapłodnienia
  - zwiększenie ryzyka samoistnego poronienia, obumarcia płodu i zgonu dziecka w okresie okołoporodowym
  - niedorozwój płodu (dzieci matek palących mają średnio mniejszą masę urodzeniową o 170 g)
  - dym tytoniowy ma również wpływ na późniejszy rozwój fizyczny i intelektualny dziecka
- przedwczesne wystąpienie:
  - starzenia się skóry
  - zaćmy
  - zwyrodnienia plamki żółtej oka
  - zmian w obrębie krążków międzykręgowych o typie dyskopatii
- interakcje lekowe
  - zmniejszenie poziomu leków[4]
    - propranolol
    - teofilina
    - propoksyfen (opioid).
    - oksazepam

  - przyspieszenie metabolizmu leków
    - olanzapina

## Uzależnienie od tytoniu

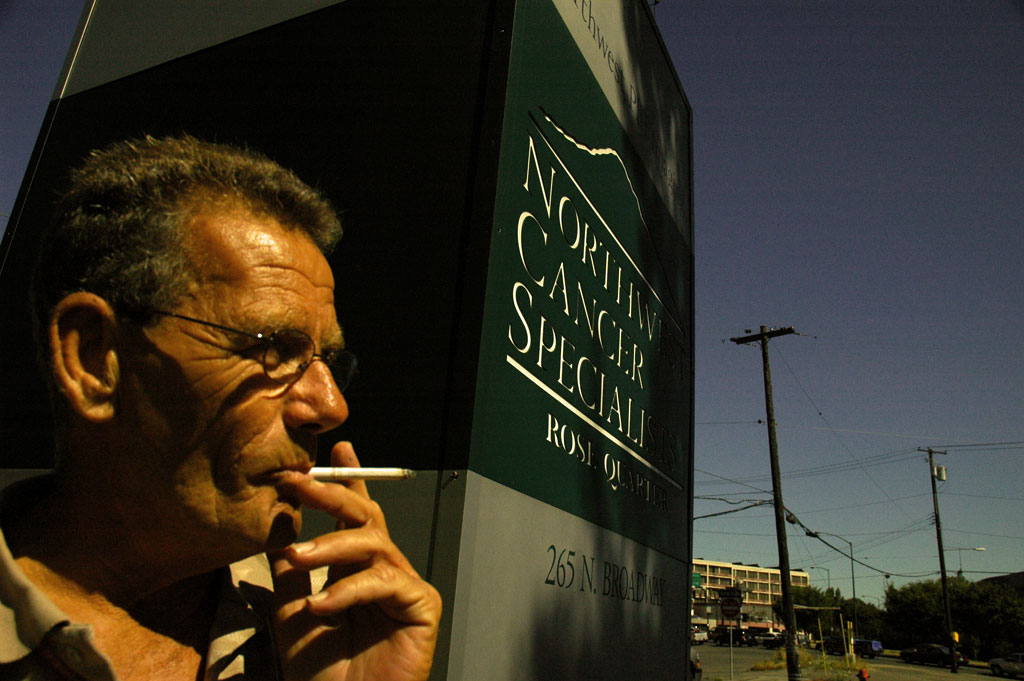
Z powodu uzależnienia od tytoniu, wielu palaczy ma problemy z rzuceniem palenia, pomimo wiedzy na temat jego negatywnych skutków zdrowotnych.

## Korzystne efekty zdrowotne palenia tytoniu
Tytoń ma niewielką liczbę pozytywnych efektów na zdrowie, głównie związanych z działaniem nikotyny na układ nerwowy.

### Palenie a choroba Alzheimera
Prawdopodobnie najważniejszą korzyścią może być potencjalny wpływ na chorobę Alzheimera. Niektóre badania wykazały, że osoby chore na chorobę Alzheimera rzadziej paliły względem ogółu populacji. Jedna z możliwych interpretacji to taka, że palenie może mieć korzystny wpływ w zapobieganiu wystąpienia choroby Alzheimera. Jednakże badania na tym polu są ograniczone, a wyniki rozbieżne. Niektóre badania wykazują, że palenie zwiększa ryzyko choroby Alzheimera. Z kolei niedawny przegląd dostępnej literatury naukowej na ten temat prowadzi do wniosku, że obserwowany spadek ryzyka zachorowania na chorobę Alzheimera może być spowodowany tym, że palacze po prostu umierają wcześniej, jeszcze zanim osiągną wiek, w którym choroba Alzheimera przeciętnie się rozpoczyna. "Różnicowanie śmiertelności zawsze jest problemem, gdy trzeba zbadać efekty palenia w przypadku schorzenia o niskiej zachorowalności przed 75 rokiem życia, co dotyczy przypadków choroby Alzheimera" (stwierdzenie z przeglądu). Palacze mają dwa razy mniejsze prawdopodobieństwo przeżycia do wieku 80 lat niż niepalący.

### Inne skutki palenia
Niektóre badania wykazały powiązanie palenia z:
- protekcyjnym działaniem palenia na aktualnych palaczy z chorobą Parkinsona[6][7], chociaż autorzy zaznaczyli, że bardziej prawdopodobne jest, iż ruchy wykonywane z powodu choroby mogą uniemożliwiać palenie, niż żeby samo palenie miało efekt ochronny.
- efekt ochronny we wrzodziejącym zapaleniu jelita, ale zwiększający ryzyko wystąpienia choroby Leśniowskiego-Crohna, innej postaci nieswoistego zapalenia jelit[8].
- zmniejszone ryzyko mięsaka Kaposiego[9].
- istnieją pewne dowody zmniejszonego ryzyka endometriozy u niepłodnych kobiet[10], chociaż inne badania wykazały, że palenie zwiększa ryzyko u płodnych kobiet[11]. Nie ma dowodów na ochronne działanie u kobiet płodnych lub jest ich bardzo niewiele.
- niektóre wstępne dane z 1996 sugerowały zmniejszone ryzyko wystąpienia włókniaków[12], jednakże dowody ogółem nie są przekonywające[13].
- istnieją ograniczone dowody na zmniejszone występowanie nadciśnienia w czasie ciąży[14], lecz nie w przypadku ciąży mnogiej[15]. Poza tym palenie zwiększa prawdopodobieństwo prawie każdego niekorzystnego działania zdrowotnego, jakie może dotyczyć matki i dziecka[16], i jest najsilniejszą pojedynczą, modyfikowalną przyczyną chorób i śmierci u matek i noworodków[17].
- duży odsetek schizofreników stosuje palenie tytoniu jako formę samoleczenia[18][19][20][21].